# Eulenburg (Gronau)
Eulenburg war ein Ortsteil auf dem Gebiet des heutigen Stadtteils Gronau der Stadt Bergisch Gladbach  im Rheinisch-Bergischen Kreis.

## Lage und Beschreibung
Eulenburg lag westlich der Trasse der Bahnstrecke Köln-Mülheim–Lindlar südlich der jetzigen Zinkhütte. Von der ursprünglichen Bebauung ist nichts mehr erhalten. Die heutigen Straßen und Gebäude sind später entstanden.

## Geschichte
Der Ort ist auf der Topographischen Aufnahme der Rheinlande von 1824 als Eulenburg an der Verbindungsstraße zwischen Braken und Schlodderdich in der Schluchter Heide gelegen verzeichnet. Nordöstlich liegt in der Nachbarschaft der Ort Heide, westlich die Großen Weiher. Auf späteren Karten ab 1844 ist der Ort nicht mehr auszumachen. Südlich des Orts floss der Hasselbach, der den Deutzer Weiher speiste.